# Makarska International Championships
Makarska International Championships – kobiecy turniej tenisowy zaliczany do cyklu WTA, rozgrywany na kortach ziemnych w chorwackim mieście Makarska. Jedyna edycja turnieju odbyła się w 1998 roku, pula nagród wyniosła wówczas 107 500 dolarów amerykańskich.

## Mecze finałowe

### gra pojedyncza
| Rok  | Mistrzyni     | Finalistka | Wynik    |
| 1998 | Květa Peschke | Fang Li    | 6:3, 6:1 |

### gra podwójna
| Rok  | Mistrzynie                     | Finalistki                            | Wynik       |
| 1998 | Tina Križan Katarina Srebotnik | Karin Kschwendt Jewgienija Kulikowska | 7:6(3), 6:1 |